# Rue du Casterneau
La rue du Casterneau est une voie de Nantes, en France.

## Situation et accès
Située dans le quartier Malakoff - Saint-Donatien, cette rue, rectiligne, relie le boulevard des Poilus à la rue des Chalâtres. Elle croise les rues des Trois-Rois, André-Baugé de la Petite-Mitrie et Henri-Brunellière.

## Origine du nom
Elle porte le nom de la tenue maraîchère qui se trouvait à cet endroit et formait un lieu-dit.

## Historique
La voie s'appelait auparavant « chemin du Casterneau », est citée dans trois actes, passait derrière un magasin aux fourrages de l’Armée, puis une caserne de gendarmerie.

## Bâtiments remarquables et lieux de mémoire
Les bâtiments de cette caserne longeant la rue abritent désormais depuis 1987 le Centre des archives diplomatiques de Nantes qui conserve les archives rapatriées des services extérieurs (ambassades, consulats, Instituts et Centres culturels français à l'étranger, représentations françaises auprès des organisations et commissions internationales), les archives des Protectorats  français au Maroc et de Tunisie, ceux du Mandat français en Syrie et au Liban, ainsi que quelques séries d’archives de l'administration centrale.